# 亞德里亞蒂克·霍克斯哈
亞德里亞蒂克·霍克斯哈（1990年3月9日—）是一名阿爾巴尼亞田徑運動員，曾代表國家參加2012年倫敦奧運的男子鉛球比賽，但未能獲獎。

## 外部連結
- 亞德里亞蒂克·霍克斯哈在的頁面